# Dinah Zekcer
Dinah Kojuck Zekcer (Juiz de Fora, 2 de agosto de 1938) é uma política, advogada e pedagoga brasileira, atualmente sem partido. Exerceu os cargos de vereadora, vice-prefeita e secretária municipal de Santo André.

## Vida pessoal
Casou-se com o médico e também político Israel Zekcer, com quem teve três filhos; Silvia, Ari e Nádia. É formada em pedagogia pela Escola Senador Fláquer e em direito pela Universidade Presbiteriana Mackenzie.
Em setembro de 2010 recebeu o título de cidadã andreense pela Câmara Municipal, proposto pelo colega vereador Gilberto Wachtler, do Partido Trabalhista Brasileiro.

## Carreira política

### Vereadora de Santo André (1993–2008)
Foi eleita vereadora de Santo André por quatro mandatos consecutivos, todos pelo Partido Trabalhista Brasileiro, legenda o qual foi presidente municipal. Alcançou a vice-presidência da Câmara durante seu primeiro mandato, no biênio 1993–1994 na chapa liderada por seu correligionário Franco Masiero.
Na eleição da mesa diretora da câmara para o biênio 1994–1995 integrou uma chapa para a disputa com outras três então vereadoras da cidade, Heleni de Paiva, do PT, Marli Cammarosano, do PSDB e Manoela Perestrelo, do PL, representantes de situação e oposição ao governo do então prefeito Newton Brandão. Pela primeira vez no município era formada uma chapa 100% feminina para comandar a câmara.

### Vice-prefeita de Santo André (2009–2012)
Na eleição municipal de Santo André em 2008 foi eleita Vice-prefeita na chapa encabeçada pelo médico e também vereador Aidan Ravin, seu correligionário, ambos derrotaram Vanderlei Siraque, candidato do Partido dos Trabalhadores, apoiado pelo então prefeito João Avamileno, que pela legislação eleitoral não poderia concorrer a reeleição, uma vez que assumiu o cargo de titular após o assassinato do ex-prefeito Celso Daniel, em janeiro de 2002.
Em segundo lugar no primeiro turno das eleições, Aidan e Dinah foram eleitos em segundo turno com 214.810 votos, o que representava 55,03% do total válido, uma vitória considerada histórica no município, uma vez que pela primeira vez em 12 anos, a cidade passaria a não ser governada pelo PT desde 1996, quando Newton Brandão transmitiu o cargo para Celso Daniel.
A partir de 1° de janeiro de 2009 além de vice-prefeita, acumulou o cargo de Secretária Municipal de Governo, nomeada por Aidan Ravin. Exerceu o cargo até junho de 2012, quando teve que se disponibilizar da função no governo para ser candidata a reeleição em 2012, sendo substituída pelo então secretário de Orçamento e Planejamento, Edson Melo.

#### Reeleição
Em 2012, Dinah e Aidan, chapa vitoriosa nas eleições de 2008, foram novamente candidatos a seus respectivos cargos. Entretanto, não obtiveram sucesso e foram derrotados por Carlos Grana, do PT, no segundo turno, obtendo 46,08% dos votos, contra 53,92% da chapa vencedora.

### Secretária Municipal de Educação (2017–2020)
Durante a eleição municipal de Santo André em 2016, apoiou o candidato do PSDB, o então vereador Paulo Serra, uma vez que o mesmo tinha como candidato à vice Luiz Zacarias, também vereador e seu correligionário, chapa esta que saiu vitoriosa, derrotando o prefeito Carlos Grana, do PT em segundo turno com 78,21% dos votos válidos.
Em dezembro de 2016 foi anunciada por Paulo Serra como Secretária Municipal de Educação de Santo André, a partir de 1.º de janeiro de 2017, cargo que permaneceu até o fim do primeiro mandato de Serra, em 31 dezembro de 2020 sendo sucedida pela professora Cleide Bochixio.
Durante sua passagem pela secretaria de educação do município, esteve responsável pelo programa permanente Fazendo Escola, de requalificação das unidades educacionais do município. Ao todo o programa, durante sua passagem pela pasta requalificou e inaugurou diversos equipamentos, como o CESA Jardim Irene, com 2 anos que estava com as obras paralisadas, o equipamento passou a atender cerca de 1.000 alunos da educação infantil ao ensino fundamental.
Também durante sua passagem na pasta houve a implementação do Programa Escola Segura. Iniciativa fruto de uma parceria da Secretaria Municipal de Educação com a Guarda Civil Municipal de Santo André cujo propósito é intensificar a segurança das crianças e jovens atendidos pela rede municipal de educação, com ronda da guarda nas imediações dos equipamentos escolares, aprimoramento do monitoramento eletrônico das unidades bem como capacitação dos profissionais da educação para reconhecer casos de violência contra os alunos com maior agilidade.

## Desempenho eleitoral
| Ano  | Eleição                  | Cargo         | Partido                                                            | Partido | Coligação         | Titular | Votos para Dinah | Votos para Dinah | Votos para Dinah | Votos para Dinah | Resultado | Ref    |
| Ano  | Eleição                  | Cargo         | Partido                                                            | Partido | Coligação         | Titular | T.               | Total            | %                | P.               | Resultado | Ref    |
| ---- | ------------------------ | ------------- | ------------------------------------------------------------------ | ------- | ----------------- | ------- | ---------------- | ---------------- | ---------------- | ---------------- | --------- | ------ |
| 1992 | Municipal de Santo André | Vereadora     |                                                                    | PTB     | —                 | —       | 1.º              | 3.395            | 0,89%            | 2.ª              | Eleita    | [ 16 ] |
| 1996 | Municipal de Santo André | Vereadora     | —                                                                  | PTB     | 1.º               | —       | 3.284            | 0,84%            | 14.ª             | Eleita           | [ 17 ]    |        |
| 2000 | Municipal de Santo André | Vereadora     | PPB, PTB, PTN, PRP                                                 | PTB     | 1.º               | —       | 3.877            | 1,05%            | 18.ª             | Eleita           | [ 18 ]    |        |
| 2004 | Municipal de Santo André | Vereadora     | PTB, PSL, PRP                                                      | PTB     | 1.º               | —       | 3.618            | 0,93%            | 13.ª             | Eleita           | [ 18 ]    |        |
| 2008 | Municipal de Santo André | Vice-prefeita | Partido Isolado                                                    | PTB     | Aidan Ravin (PTB) | 1.º     | 81.163           | 21,76%           | 2.ª              | Segundo Turno    | [ 19 ]    |        |
| 2008 | Municipal de Santo André | Vice-prefeita | Partido Isolado                                                    | PTB     | Aidan Ravin (PTB) | 2.º     | 214.810          | 55,03%           | 1.ª              | Eleita           | [ 20 ]    |        |
| 2012 | Municipal de Santo André | Vice-prefeita | Santo André Mais Forte - No Rumo Certo (PTB, PPS, PSB, DEM, PTdoB) | PTB     | Aidan Ravin (PTB) | 1.º     | 135.193          | 37,23%           | 2.ª              | Segundo Turno    | [ 21 ]    |        |
| 2012 | Municipal de Santo André | Vice-prefeita | Santo André Mais Forte - No Rumo Certo (PTB, PPS, PSB, DEM, PTdoB) | PTB     | Aidan Ravin (PTB) | 2.º     | 174.815          | 46,08%           | 2.ª              | Não Eleita       | [ 22 ]    |        |